# Demarziella alternata
Demarziella alternata là một loài bọ cánh cứng trong họ Bọ hung (Scarabaeidae).